# Morocati
Morocati ist eine osttimoresische Siedlung im Suco Nuno-Mogue (Verwaltungsamt Hato-Udo, Gemeinde Ainaro).
Der Weiler liegt im Osten der Aldeia Hatu-Builico, in einer Meereshöhe von 1980 m, am Südhang eines Berges. Eine kleine Straße verbindet den Ort mit Hatu-Builico im Norden und Tual-Rem im Süden.